# Condorraptor
Condorraptor („lupič od Cerro Condor“) byl rod relativně velkého teropodního dinosaura, žijícího přibližně před 170 milióny let (období střední jury).

## Objev
Fosilie tohoto dravého dinosaura byly objeveny v Argentině (geologické souvrství Cañadón Asfalto). Byl formálně popsán Oliverem Rauhutem v roce 2005. V roce 2010 byla publikována studie, která řadí kondorraptora jako sesterský taxon k rodu Piatnitzkysaurus. V roce 2007 byla objevena částečně artikulovaná kostra tohoto teropoda. Spolu s tímto teropodem žili také další velké druhy teropodů, například bazální alosauroid druhu Asfaltovenator vialidadi.

## Rozměry
Podle amerického badatele Gregoryho Paula dosahoval tento teropod délky asi 4,5 metru a hmotnosti kolem 200 kilogramů. Podle jiných odhadů byl však podstatně menší a jeho hmotnost dosahovala maximálně několika desítek kilogramů.